# Cappella del Miracolo di sant'Eligio

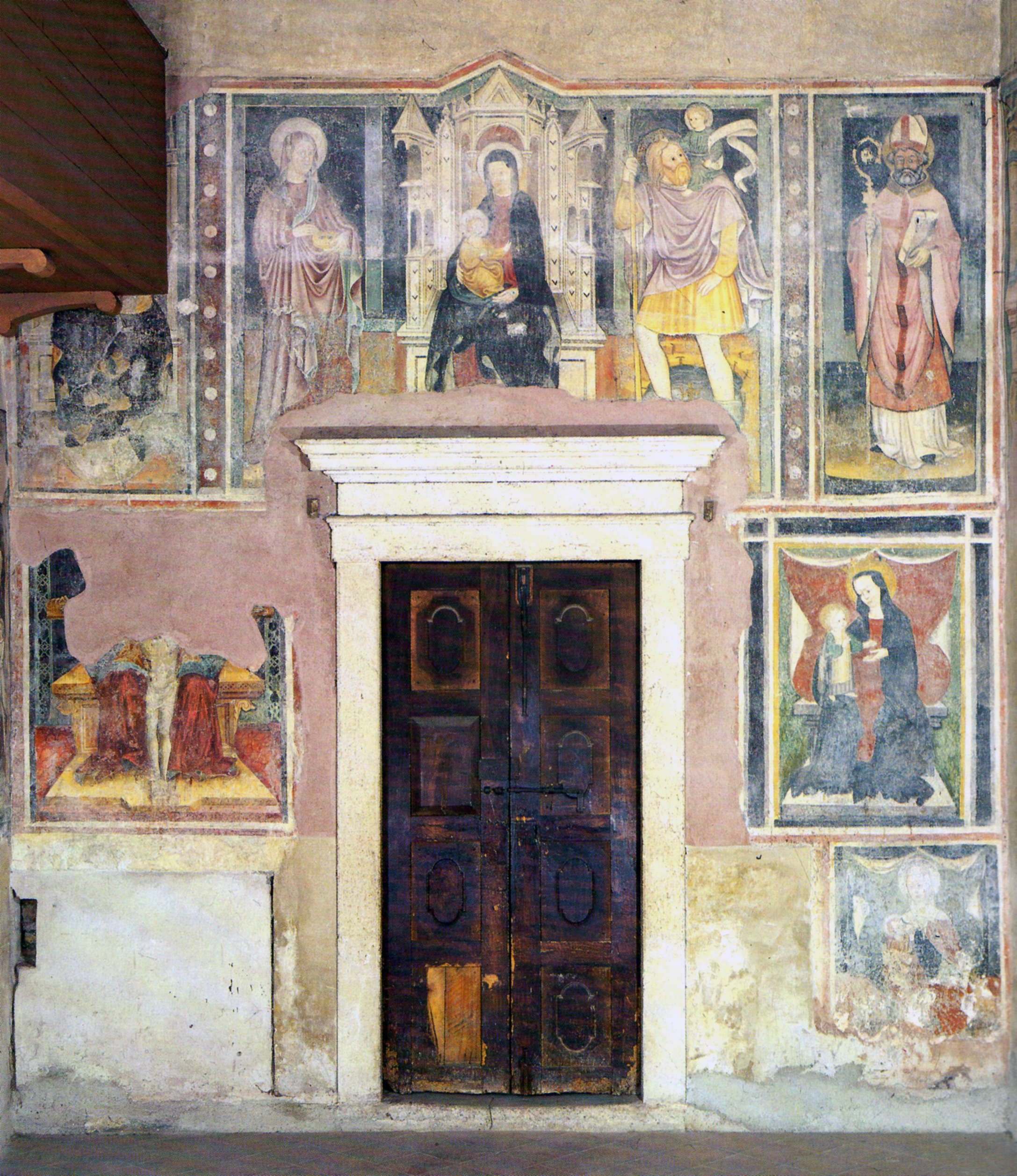
La parete nord della cappella

La cappella del Miracolo di sant'Eligio è la cappella in testata alla navata destra della chiesa di Santa Maria del Carmine a Brescia.

## Storia
Lo spazio occupato dalla cappella si trovava originariamente all'esterno della primitiva chiesa di Santa Maria Annunciata del Monte Carmelo, risalente al XIV secolo. In particolare, la parete destra della cappella costituisce il primo tratto della fiancata nord di questo antico edificio. Si trattava di una piccola chiesa ad aula unica, coperta da un tetto a capriate lignee a vista.
Tra il 1424 e il 1450 circa, nell'ambito della costruzione della nuova basilica, dalle proporzioni ben maggiori, vengono erette le murature presbiteriali, incastonando la cappella in capo alla navata destra tra la nuova abside maggiore e il fianco della chiesa più antica, che rimane in funzione di sacrestia. L'affresco con il Miracolo di sant'Eligio, che dà il nome alla cappella, dipinto sulla parete sinistra frontalmente al muro della chiesa più antica, reca la data 19 dicembre 1432, la quale costituisce un termine sicuro per datare l'erezione della cappella e l'inizio del culto al suo interno anche se, in quel momento, il resto della fabbrica era tutt'altro che concluso.
All'incirca tra questa data e la metà del secolo vengono realizzati tutti gli altri affreschi, almeno diciotto e tutti di carattere votivo: la sola data affrescata, alternativa a quella sul Miracolo, è un 1444 sulla Madonna col Bambino accanto all'edicola in cotto della parete destra. Nei secoli successivi molti affreschi vanno perduti o molto degradati, in particolare la probabile raffigurazione della Trinità sulla parete di fondo, e in generale il tutto viene occultato sotto successivi strati di intonaco. Il resto degli affreschi, giunto complessivamente in buono stato fino al XX secolo, viene danneggiato abbastanza gravemente dall'installazione di alcuni cavi elettrici, per i quali vengono scavate a colpi di scalpello due canalette nel muro, una sulla parete di sinistra e una su quella di destra.
Il poco attento intervento porta alla decapitazione di quasi tutte le figure del registro superiore degli affreschi di sinistra e alla perdita di più della metà del San Cristoforo sulla destra, il brano più importante del ciclo pittorico. I restauri condotti nella seconda metà del secolo hanno infine restituito colore e leggibilità agli affreschi.

## Gli affreschi
Sulle tre pareti della cappella si snodano diciotto affreschi di tipo votivo e legate a vicende e figure di santi. La parete di destra, pertinente alla primitiva chiesa, presenta a destra della monofora murata il parziale San Cristoforo, il brano più antico e importante del ciclo, dalle proporzioni monumentali e dalla particolare resa pittorica, accompagnato sullo sfondo da bizzarre architetture e avvicinabile alla mano di Bonifacio Bembo. Sotto la monofora, a destra dell'edicola in cotto, si trova invece un San Sebastiano, mentre a sinistra della finestra è presente una Madonna in trono col Bambino, singolare nella commistione tra retaggio gotico e influssi rinascimentali i quali, assieme al ricco e sontuoso manto della Vergine, riconducono all'ambito di Paolo da Caylina il Vecchio. Soggetto analogo, ma lacunoso e deteriorato, si trova anche sopra il San Cristoforo e reca la data MCCCCXLIII.
La parete di fondo della cappella ospita un portale in posizione centrale, conducente ad alcuni piccoli locali dai quali si esce sul retro della chiesa. Si contano complessivamente quattro registri di affreschi: sul più basso, praticamente sulla zoccolatura a destra del portale, si trova una Madonna in trono col Bambino in cattivo stato di conservazione, i cui volti delicati consentono tuttavia di avvicinarla a Benedetto Bembo. Nel registro superiore, ancora a destra della porta, è dipinta un'altra Madonna in trono col Bambino dal carattere molto domestico e popolare, con un dolce scambio di sguardi tra i due personaggi e con un Bambino in vestina e camiciotto. Sullo stesso registro, sull'altro lato del portale, si trova invece una Trinità di antica impostazione, che vede il Padre sostenere le braccia di Gesù crocifisso: l'affresco è mutilo nella metà superiore ed è riconducibile all'ambito di Bonifacio Bembo. Sopra la porta si trovano tre riquadri in sequenza: a sinistra è presente una probabile Madonna col Bambino, degradata e occultata dalla passerella lignea che conduce all'organo. Al centro è invece affrescata una notevole Madonna col Bambino tra santa Lucia e san Cristoforo, molto pregevole per l'eleganza di lineamenti e atteggiamenti dei personaggi, per le cromie e per la resa dei panneggi. Elaborato e di gusto prettamente gotico è anche il grande trono dove è seduta la Vergine. Nel terzo riquadro si trova invece un Santo vescovo, probabilmente dello stesso autore nella cerchia dei Bembo. Il registro ancora superiore è occupato solamente da un pregevole Redentore in atteggiamento benedicente e recante un calice d'oro con patena, che molto probabilmente faceva parte di una Trinità di tema eucaristico della quale non rimane più traccia.
Sulla parete sinistra rimangono decorazioni su due registri sovrapposti. Su quello inferiore si hanno due riquadri: il primo ospita un connubio di santi identificati in San Pietro tra santa Lucia, un santo vescovo, sant'Antonio Abate e santo Stefano, ancora riconducibili ai Bembo, mentre nel secondo è dipinto un San Gottardo già sotto gli influssi di Vincenzo Foppa. Nel registro superiore si trovano invece tre riquadri: nel primo a sinistra è raffigurato il Miracolo di sant'Eligio che dà il nome alla cappella, in cui il santo riattacca la zampa al cavallo dopo averla miracolosamente staccata per lavorarne meglio il ferro, il tutto sotto lo sguardo del cavaliere. La scena è dotata di un gusto decisamente cortese, rilevabile nei dettagli raffinati delle vesti e del manto del cavallo. Seguono una Annunciazione e l'Incontro di san Francesco con il lebbroso, nuovamente vicini allo stile dei Bembo. Tutte le figure di questo registro, tranne quelle dell'Annunciazione, sono acefale a causa dell'intervento novecentesco prima descritto, tuttavia si è salvata l'importante data "1432 19 DIC" sopra l'affresco con il Miracolo.
Opera notevole, nonché praticamente unica nel suo genere nel panorama artistico bresciano dell'epoca, è anche la piccola edicola in cotto sulla parete destra, databile al XIV secolo e certamente di pertinenza della chiesa più antica. Di conseguenza, in origine, questa piccola opera si trovava all'esterno della chiesa primitiva, sulla fiancata nord. Le colonnine tortili scanalate, la cuspide triangolare e la decorazione ad archetti rimandano a un gusto veronese e decisamente "scaligero".